# Anzola d’Ossola
Anzola d’Ossola – miejscowość i gmina we Włoszech, w regionie Piemont, w prowincji Cusio Ossola.
Według danych na rok 2004 gminę zamieszkiwały 443 osoby, 34,1 os./km².